# Friedlieb Ferdinand Runge

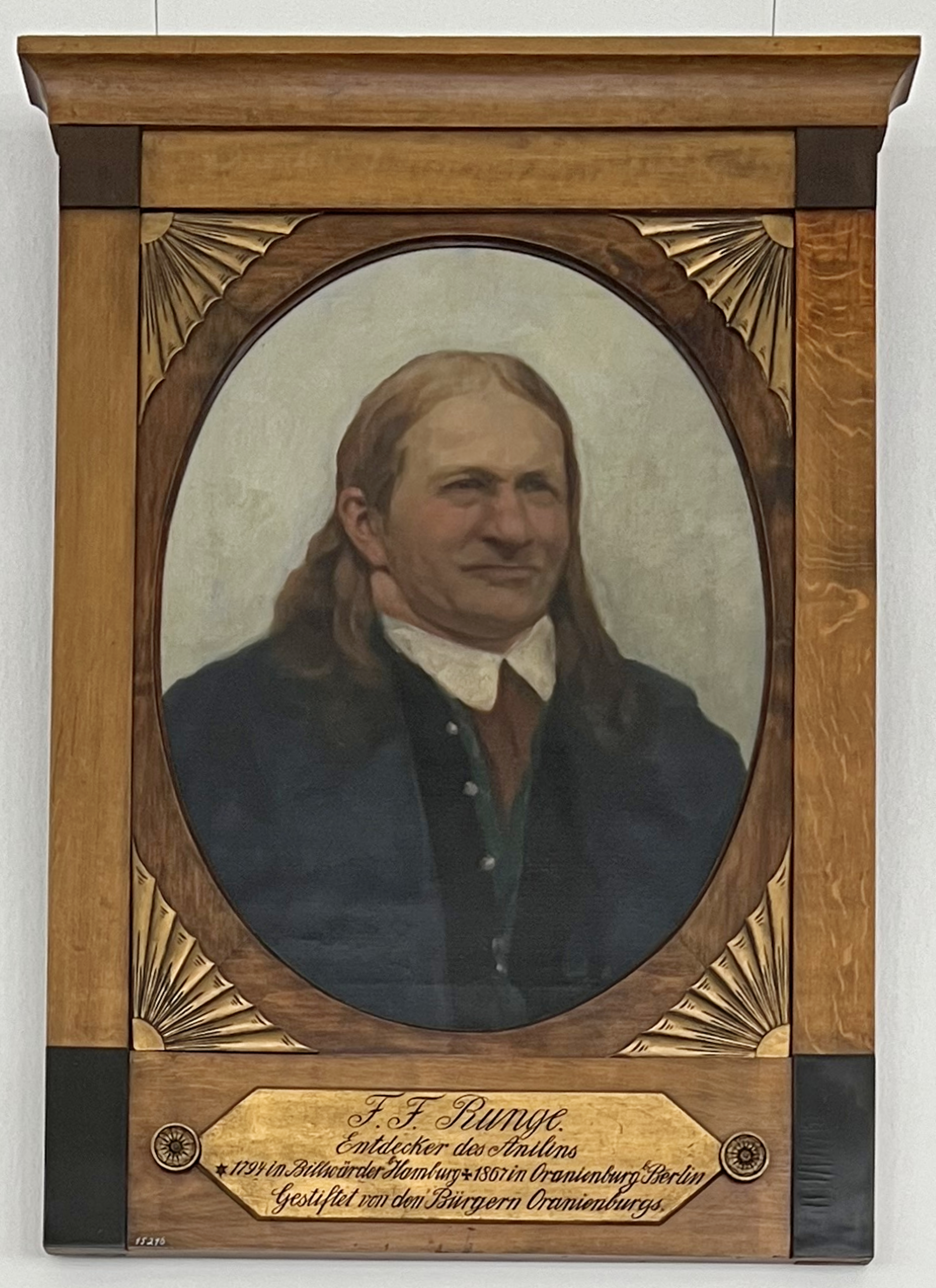
Friedlieb Ferdinand Runge

Friedlieb Ferdinand Runge (* 8. Februar 1794 in Hamburg-Billwerder; † 25. März 1867 in Oranienburg) war ein deutscher Chemiker. Er wurde bekannt für Pionierarbeiten zur Untersuchung von Substanzen aus dem Steinkohlenteer einschließlich Anilin, der Isolation von Koffein und Pionierarbeiten in der Papierchromatographie.

## Leben

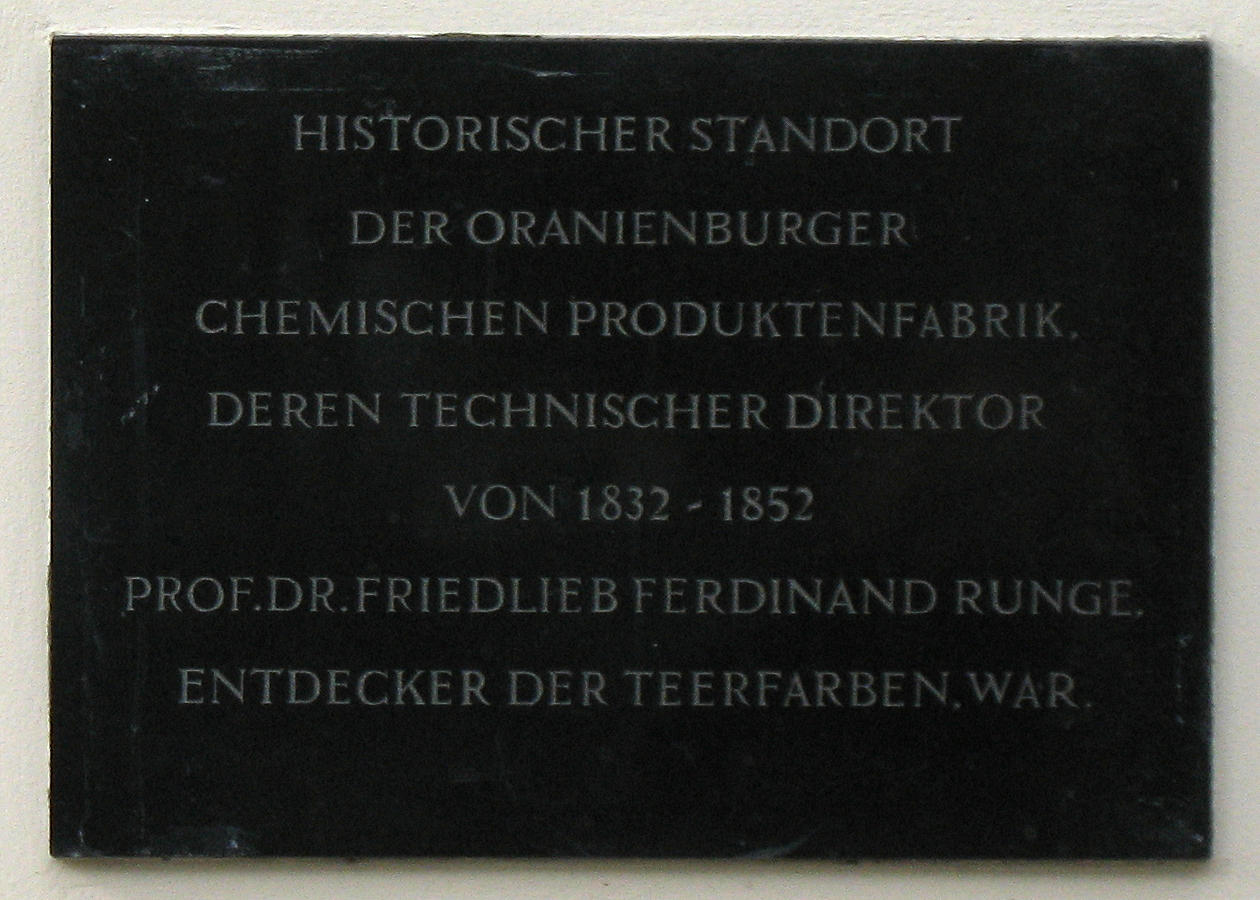
Gedenktafel in Oranienburg

Runge wurde als drittes Kind des Pastors Johann Gerhardt Runge geboren. Runge konnte aus finanziellen Gründen zunächst nur die Elementarschule besuchen. Er war von 1810 bis 1816 Apothekerlehrling in der Ratsapotheke und der Löwen-Apotheke in Lübeck. Dort machte er auch seine ersten bedeutende Entdeckung. Durch eine Unaufmerksamkeit bei der Zubereitung gelang ein Spritzer eines Bilsenkrautextraktes in sein Auge, dessen Pupille sich weitete (Mydriasis, hervorgerufen durch Hyoscyamin) und dessen Sehvermögen nachließ. Nachdem diese Effekte ohne Nebenerscheinungen wieder verschwanden, führte Runge systematische Experimente mit einer Katze durch und verabreichte einem Freund einige Tropfen. Die so vorgetäuschte Blindheit bewahrte diesen vor einem Einzug in Napoleons Armee für dessen Russlandfeldzug 1812.
Von 1816 bis 1822 studierte er an den Universitäten Berlin, Göttingen und Jena, zuerst Medizin, dann an der Universität Jena Chemie. Im Jahr 1819 promovierte er zum Dr. med. und 1822 in Berlin zum Doktor der Philosophie mit einer Arbeit über das wirtschaftlich bedeutende Indigo. 1826 wurde Runge Privatdozent und 1828 außerordentlicher Professor für Technologie an der Universität Breslau.
1832 beendete er seine Universitätslaufbahn und zog nach Oranienburg, wo er bis zu seinem Tode lebte, um im Chemischen Etablissement Dr. Hempel, später Chemische Produkten-Fabrik Oranienburg, als Industriechemiker zu arbeiten. Dort fand er u. a. das Paraffin im Torfteer, erfand die Kerze aus Palmwachs, die Kerze aus Stearin (1835; löste Bienenwachskerzen ab, und wurde dadurch erschwinglich), entwickelte die „wohlriechende Palmölseife“ (genannt „Elainseife“, welche „minderwertige“ Seifen wie Schmierseife und Kernseife, die unter Herstellung mit minderwertige Fetten, oft übelriechend waren).

## Wirken

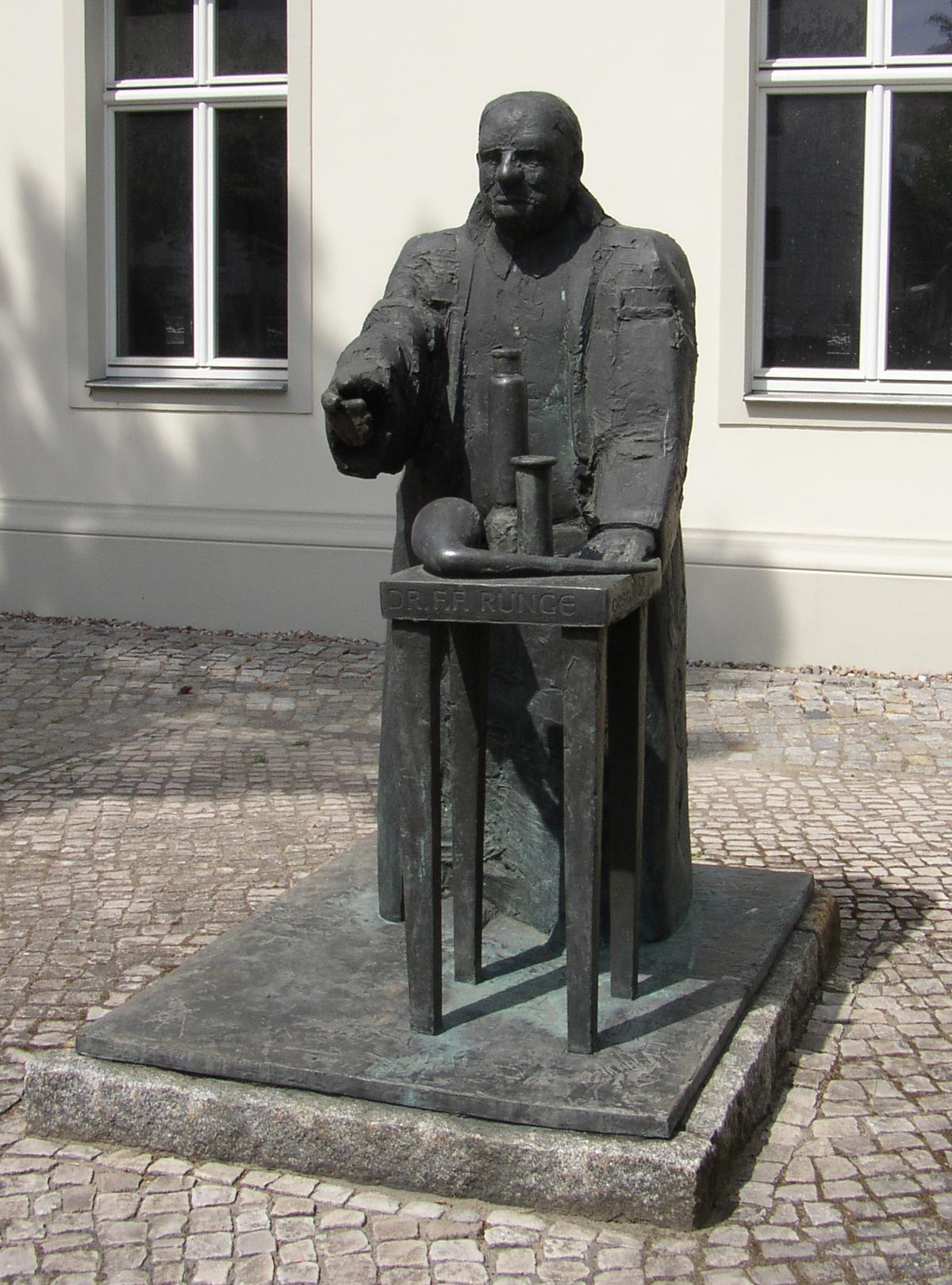
Denkmal in Oranienburg

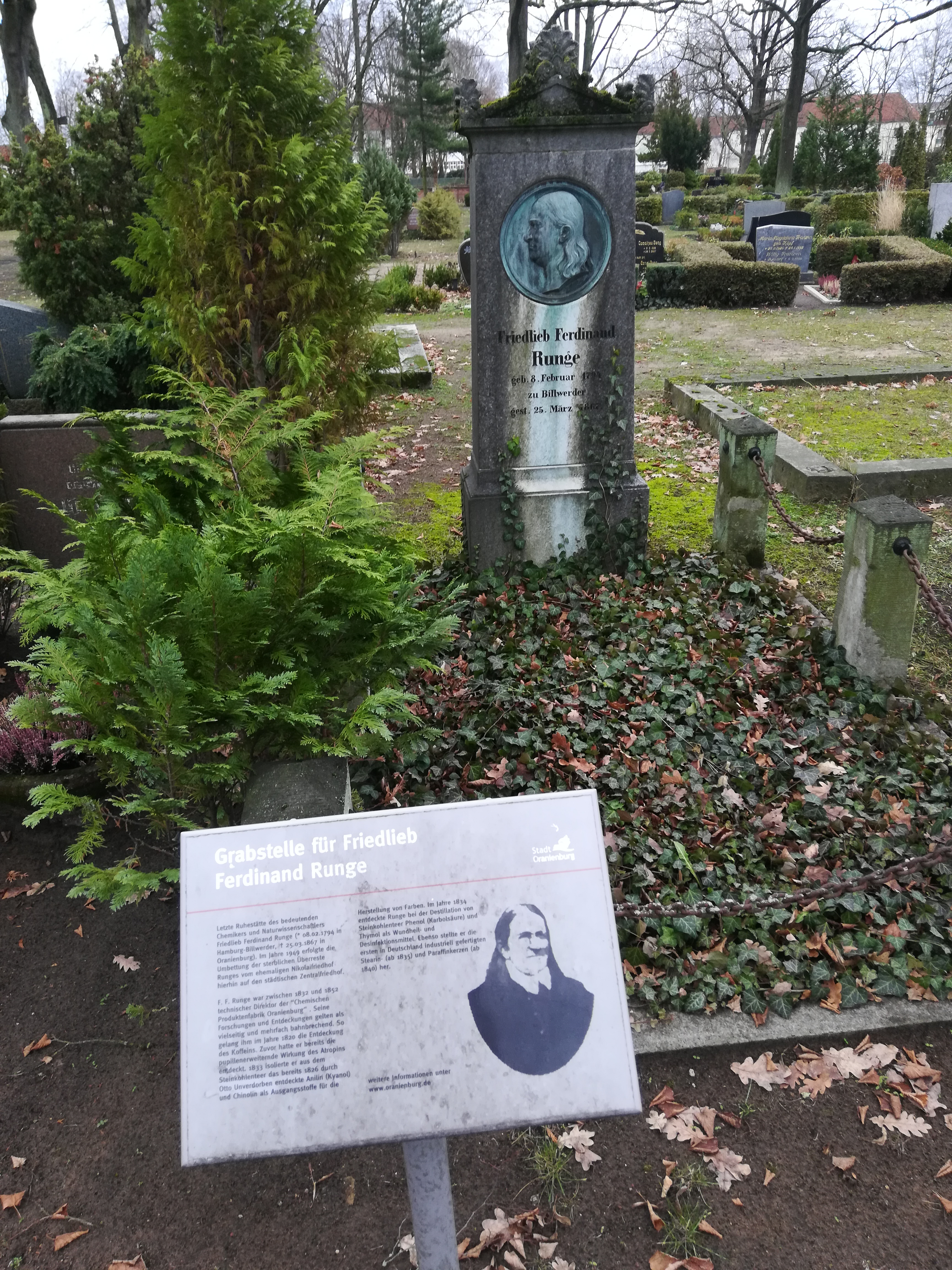
Runges Grab auf dem Stadtfriedhof Oranienburg (Koordinaten:)

Runge ist bekannt für seine Arbeiten zur technischen Verwertung des Steinkohlenteers, der damals in großen Mengen bei der Leuchtgas- und Koksherstellung aus Steinkohle anfiel und als Abfall entsorgt werden musste. Er isolierte, charakterisierte und benannte Substanzen aus dem Steinkohlenteer, die wichtigsten darunter: Kyanol (Anilin), Pyrrol, Leukol (Chinolin), Carbolsäure (Phenol), Rosolsäure (Aurin) – Grundbausteine für zahlreiche Produkte der chemischen Industrie ab der zweiten Hälfte des 19. Jahrhunderts. August Wilhelm von Hofmann führte 1843 genauere Untersuchungen von Kyanol und Leukol durch, Auguste Laurent analysierte die elementare Zusammensetzung von Carbolsäure.
Es zeigte sich, dass Kyanol identisch mit Anilin ist, welches sich nach Carl Julius Fritzsche beim Erhitzen der Anthranilsäure bildet. Im Jahr 1867 tränkte Joseph Lister Wundverbände in Carbolsäure (Listerscher Verband), deren antimikrobielle Wirkung auch Runge nicht verborgen geblieben waren, ohne jedoch die antiseptische Medizin in letzter Konsequenz weiter zu verfolgen, wie es Lister dann später tat.
Runge führte unterschiedliche Versuche mit Anilin durch. Mit Chlorkalklösung versetzt, nahm dieses eine violette Farbe an. Diese Reaktion wird heute noch als rungesche Chlorkalkreaktion zum Nachweis von Anilin verwendet. Mit Sauerstoff, Säuren oder Basen versetzt, bildet Anilin rote Farbstoffe. Damit hatte Runge erstmals Teerfarbstoffe hergestellt, die damals aber noch keine wirtschaftliche Bedeutung hatten.
Das schlagende Quecksilberherz in der heute bekannten Form wurde zuerst von Runge im Jahr 1829 beschrieben.
Andere wichtige Substanzen, die er erstmals beschrieb, sind das von ihm aqua empyreumatica genannte Kreosot, das Thymol und die Alkaloide Hyoscyamin und Koffein (auf Anraten von Johann Wolfgang von Goethe, der in Kaffeebohnen ein Gegengift zu Atropin vermutete).
In Schulen werden im Chemieunterricht „Bilder, die sich selber malen“ hergestellt, die auf seinen Erkenntnissen beruhen. Diese auch „Runge-Bilder“ genannten Musterbilder (publiziert in Buchform 1850) gelten als Vorläufer der Papierchromatographie. Runges Experimente mit der Verteilung von Farbstoffen in saugfähigen Papieren waren vielfältig. Seine als „chemisches Wappen“ bezeichneten „Graphiken“ entstanden als Ringchromatographien. Die von ihm stammende Erstbeschreibung solcher Phänomene ist in seiner 1822 eingereichten Dissertationsschrift Der Bildungstrieb der Stoffe enthalten. Diese Arbeit wurde von ihm im Jahre 1855 in Oranienburg publiziert.

## Nachwirkung
Populär wurde Runges Arbeit durch den 1936 erschienenen biographischen Roman Anilin des nationalsozialistischen Autors Karl Aloys Schenzinger. Das Buch erreichte während der Zeit des Nationalsozialismus eine Auflage von 920.000 Exemplaren und war auch noch in der Nachkriegszeit erfolgreich.
Seit 1994 gibt es den Friedlieb-Ferdinand-Runge-Preis für unkonventionelle Kunstvermittlung der Berlinischen Galerie.
Aus Anlass des 150. Todestages von Runge fand im März 2017 bei dem Arzneimittelhersteller Takeda in Oranienburg eine Festveranstaltung statt. In einem Festvortrag würdigte der Berliner Pharmakologe Peter Oehme Runges Werk und sein Wirken für den Pharmaziestandort Oranienburg. Zugleich wurde ein Takeda-Runge-Schülerpreis ausgelobt. Dieser wurde im September 2017 erstmals für hervorragende Leistungen in den MINT-Fächern vergeben.
Zu seinem 225. Geburtstag am 8. Februar 2019 würdigte die Suchmaschine Google Runge mit einem Doodle zu seiner Entdeckung des Koffeins.
Die Pflanzengattung Rungia Nees aus der Familie der Akanthusgewächse (Acanthaceae) ist nach ihm benannt.

## Werke
- Grundlehren der Chemie für Jedermann: besonders für Aerzte, Apotheker, Landwirthe, Fabrikanten, Gewerbtreibende, und alle Diejenigen, welche in dieser nützlichen Wissenschaft sich gründliche Kenntnisse erwerben wollen. Graß, Barth u. Comp., Breslau 1830 Digitalisat
- Zur Farben-Chemie : Musterbilder für Freunde des Schönen und zum Gebrauch für Zeichner, Maler, Verzierer und Zeugdrucker, Mittler, Berlin 1850 Digitalisat
- Der Bildungstrieb der Stoffe. Veranschaulicht in selbstständig gewachsenen Bildern (Fortsetzung der Musterbilder). Selbstverlag, Oranienburg 1855 (s. a.: Der Bildungstrieb der Stoffe / Friedlieb Ferdinand Runge. Matthes & Seitz, Berlin 2014.[14])